# Steinach (Baviera)
Steinach è un comune tedesco di 2 937 abitanti, situato nel land della Baviera.